# 1871 dans les chemins de fer
chronologie des chemins de fer
1870 dans les chemins de fer - 1871 - 1872 dans les chemins de fer

## Évènements

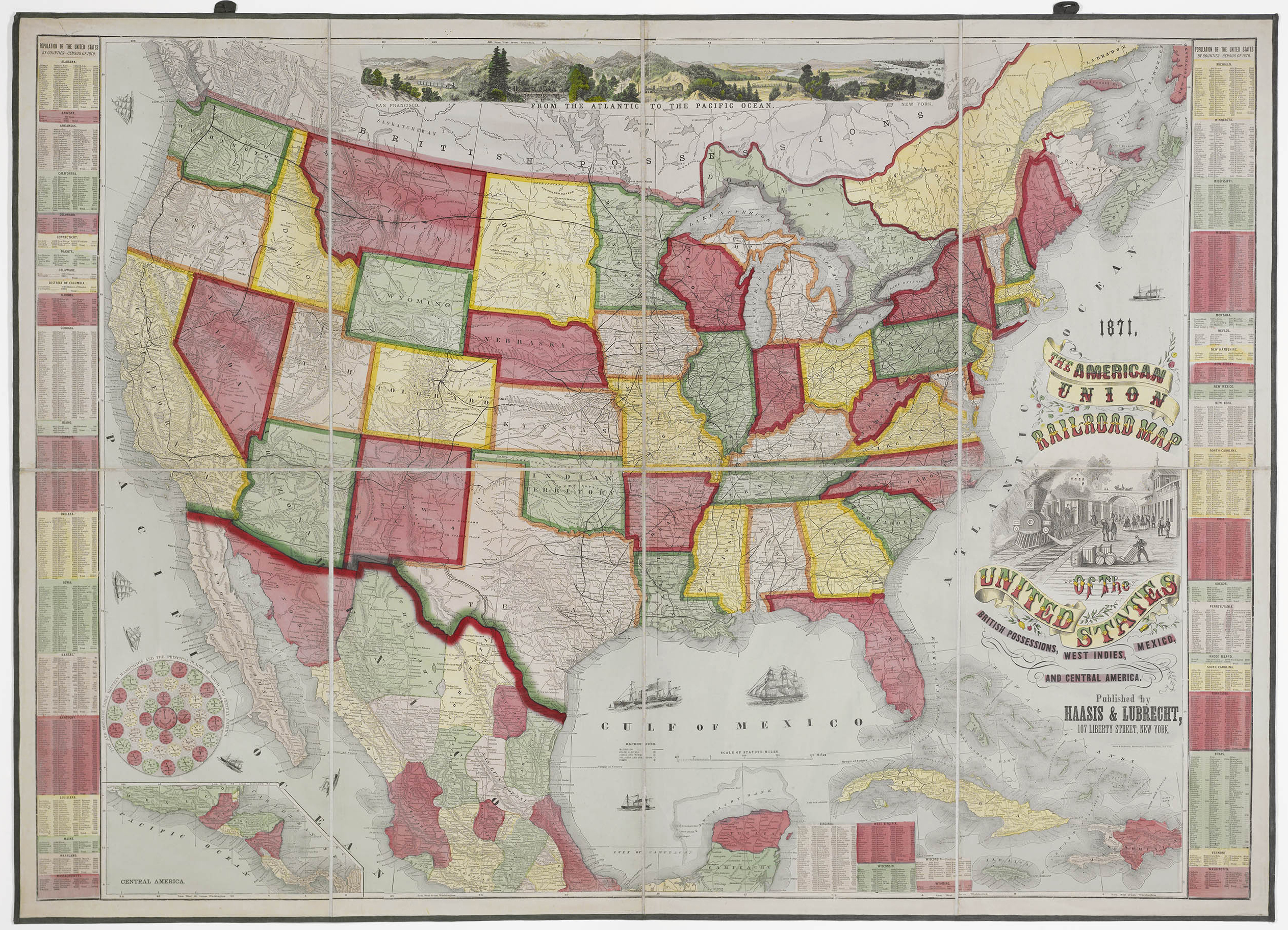
Haasis & Lubrecht, American Union Railroad Map, 1871

### Janvier
- 1er janvier, France : déraillement sur la ligne Montluçon - Moulins. 11 soldats tués.

### Mai
- 1er mai, Algérie : inauguration de la section Bou-Mefda-Affreville du chemin de fer d'Alger à Oran et embranchements (PLM, réseau algerien)
- 30 mai, Espagne : la sociedad del ferrocarril de Isabel II prend la dénomination de Nueva Compañia del Ferrocarril de Alar a Santander

### Septembre
- 17 - 19 septembre, France-Italie : inauguration du Tunnel ferroviaire du Mont-Cenis, la première percée alpine entre la France et l'Italie.

### Novembre
- 1er novembre, France-Italie : fermeture du Chemin de fer du Mont-Cenis, à la suite de l'ouverture du tunnel ferroviaire.

## Décès
- 22 mai. France : mort de Jean-François Cail, l'un des principaux constructeurs français de locomotives dans les années 1850